# Trianthema
Trianthema, biljni rod iz porodice čupavica raširen po svim kontinentima osim Europe. Postoji blizu 30 vrsta, poglavito jednogodišnjeg raslinja
Rod je opisao 1753. Carl Linné. Tipična vrsta je T. portulacastrum L.

## Vrste
1. Trianthema argentinum Hunz. & A.A.Cocucci
2. Trianthema ceratosepalum Volkens & Irmsch.
3. Trianthema clavatum (J.M.Black) H.E.K.Hartmann & Liede
4. Trianthema compactum C.T.White
5. Trianthema corallicola H.E.K.Hartmann & Liede
6. Trianthema corymbosum (E.Mey. ex Sond.) H.E.K.Hartmann & Liede
7. Trianthema crystallinum (Forssk.) Vahl
8. Trianthema cussackianum F.Muell.
9. Trianthema cypseleoides (Fenzl) Benth.
10. Trianthema glossostigma F.Muell.
11. Trianthema hecatandrum Wingf. & M.F.Newman
12. Trianthema hereroense Schinz
13. Trianthema kimberleyi Bittrich & K.M.Jenssen
14. Trianthema megaspermum A.M.Prescott
15. Trianthema mozambiquense H.E.K.Hartmann & Liede
16. Trianthema oxycalyptrum F.Muell.
17. Trianthema pakistanense H.E.K.Hartmann & Liede
18. Trianthema parvifolium E.Mey. ex Sond.
19. Trianthema patellitectum A.M.Prescott
20. Trianthema pilosum F.Muell.
21. Trianthema portulacastrum L.
22. Trianthema rhynchocalyptrum F.Muell.
23. Trianthema salsoloides Fenzl ex Oliv.
24. Trianthema sanguineum Volkens & Irmsch.
25. Trianthema sheilae A.G.Mill. & J.Nyberg
26. Trianthema triquetrum Willd. ex Spreng.
27. Trianthema turgidifolium F.Muell.
28. Trianthema ufoense H.E.K.Hartmann & Liede
29. Trianthema vleiense H.E.K.Hartmann & Liede